# 台湾黒社会
台湾黒社会（たいわんくろしゃかい、繁体字: 台灣黑幫）とは、中華民国（台湾法）の「組織犯罪防制条例」の定義にしたがえば、「犯罪組織で、三人以上で、内部管理機構があり、犯罪を宗旨としてまたはその成員が犯罪活動に従事し、集団性があり、常習的で脅迫性や暴力性のある組織」である。一般的には、狭義の定義の「首領人物と一定の地盤の集団組織機構を具え、その分子の従事する行為の多くは犯罪である」であり、この定義は台湾の現行警察も採用している。
江湖の人士は、結義(義兄弟)の習慣があるので、台湾語の隠語に黒社会を兄弟と呼ぶ。古くは清朝の時代から、既に「幇会」の成員の痕跡が台湾地区で確認できる。日本統治時代に台湾に割拠した角頭勢力と、第二次大戦後に国民党とともに撤退した外省勢力が、少しずつ現在の台湾黒社会の形態へ発展した。

## 歴史

### 明清時期：械鬥活動
古くは、17世紀初頭の鄭氏政権の頃より、洪門のメンバーの足跡がある。18世紀中頃から19世紀末(清朝統治時代)に発生した漳泉械闘は、各地の在地勢力を割拠させた。史料の記載によれば、目下のところ台湾で最初の秘密結社は1726年(雍正4年)に建立された「父母会」であり、清朝末期には、中国の古い幇会が台湾で実際に活動していた。

### 日治時期：浪人角頭
19世紀末、台湾が日本統治時代に入ると、大部分の幇会が解散させられたが、少数の生き残りは日本が台湾人に対応する道具となった。その中のいくつかの角頭(暴力団)勢力は発展してゆき、国民党が台湾に撤退した後も様々な形式で生き残っている。（牛埔幇、華山幇、芳明館、大龍峒など）。

## 台湾黒社会の独特名詞

### 外省掛と本省掛
1950年代、国民党の国共内戦敗戦後、国民党と一緒に台湾へ撤退した人民は、外省人と称される。もともと台湾に居住する人民は本省人と称する。当時、台湾の地理の名称が台湾省だったので、このような名称になった。
当時の、外省人の子弟の多くは眷村に住むよう手配された。生存と利益のため、地元のヤクザと対抗して利益と勢力を奪い取った。そのため眷村の人々は地元の勢力団体と対抗するため、その他の外省人の子弟とも団結して団体を作っていった。これらのヤクザや暴力団は外省掛（外省人系）と称される。反対に、地元のヤクザや暴力団は本省掛（本省人系）と称される。いずれも台湾裏社会独特の用語である。伝統的に警察は、外省掛を幫派（太保），本省掛を角頭と呼ぶ。
外省掛勢力の大部分は古い幇の制度を受け継ぎ、警察や軍隊の勢力を融合し、組織制のある幫派に発展していった。台湾で有名な外省掛暴力団には竹聯幇、四海幇、松聯幇、北聯幇、三環幇、飛鷹幇がある。彼らは、殺しもためらわない団結で有名であり、速やかに強大な勢力を築いた。本省掛の大部分は形態を組織していない。本省掛の親分は角頭といい、意味は部分の地区の地元勢力である。地元ヤクザの親分（角頭）の勢力範囲のため。本省掛の暴力団で有名なものは例えば天道盟、牛埔幇（台北）、十三鉄衛幇（桃園）、三光幇（新竹）、大湖幇（台中）、東門幇（台南）、七賢幇（高雄）、西北幇（高雄）があげられる。
初期の外省掛と本省掛の大抗爭、当時ヤクザと暴力団の勢力が奪い取る以外、外省掛と本省掛の勢力は大抗争した。双方の仲たがい、多数事件と抗争するの台湾社会の動揺をもたらした。
しかし、1990年代から香港黒社会（三合会）と同様に外省掛と本省掛に関係なく台湾黒社会は中国大陸（中華人民共和国）との結びつきが強まっており、例えば外省掛とされる四海幇は中国の上海に本部を移し、本省掛とされる天道盟も初代盟主の羅福助は台湾当局の追及が及ばない中国に移住して深圳で起業しているとされる。中でも竹聯幇の元総護法（理事長）で逃亡先の中国から帰国した張安楽は政治運動家になり、中国と台湾の統一を掲げる政治結社として中華統一促進党を結成してこの党は台湾独立運動への暴行で度々知られる。

### 角頭
角頭（かくがしら）、地域のヤクザの親分。意味は組織していない性質だ、固定的な地区活動のヤクザ。角頭はこれらのヤクザの親分である。
初期角頭一語は本省掛の当地親分の慣れることに対して語っている。今この名詞は広範に使われて、組織性がない、勢力版図で固定の地区でのヤクザ、ヤクザの親分は角頭と称される。これも台湾裏社会の独特な名詞である。

### 縦貫線大哥
縦貫線（じゅうかんせん）は台湾鉄路管理局・縦貫線及び屏東線（西部幹線）の総称である。
縦貫線は、台湾裏社会の隠語で、縦貫線で活動するヤクザを意味する。縦貫線大哥(縦貫線の親分)の意味は、南北の鉄道で活躍する角頭大哥(大親分)で、縦貫線の通る地方で活動するヤクザによく知られ、国内で高い知名度を持ち、一、二に数えられるヤクザの角頭大哥であり、自らの地盤でなくともそれぞれのヤクザ勢力の尊敬をも受ける大物のことである。台湾では、縱貫線大哥あるいは縱貫線大哥大（大親分の意味）または縱貫線教父(ゴッドファーザー)と言う。
現代では、「蚊哥」許海清、「憨面」李照雄、「黒松」蔡永常などの重量級の人物には、皆この称号が冠される。
しかし現在、この名詞は台湾のマスメディアによって大部分が濫用されて、縦貫線の活動するヤクザの親分でさえあれば、その社会的地位や身分や資質が尊敬されているかどうかに関係なく、すべてこのように称される。

## 中国当局との関係
台湾当局は、2025年1月の報告書で中国当局が台湾黒幇を取り込み、中国人民解放軍の台湾侵攻時に武装蜂起で呼応させるよう浸透工作を進めていると公表した。また、台湾黒幇の詳細な情報をまとめた「黒幇武装勢力分布図」を作成し、台湾黒幇を通じて中華民国国軍の退役軍人と接触してるとも報じられた。